# Altes Rathaus (Friesach)

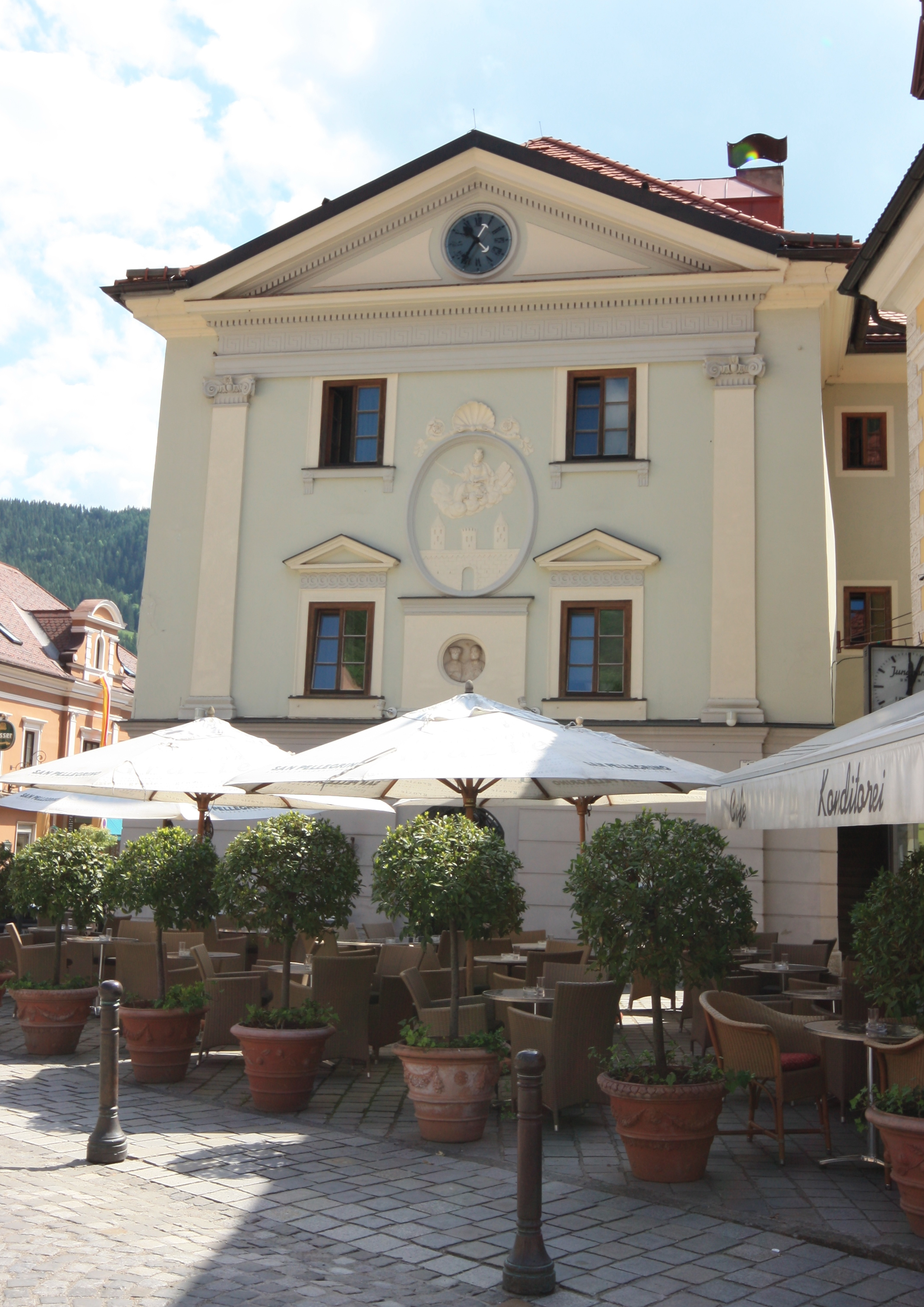
Altes Rathaus in Friesach

Das Alte Rathaus steht an der Südostecke des Hauptplatzes von Friesach in Kärnten mit der Adresse Hauptplatz 1.
Das Gebäude wurde erstmals Mitte des 18. Jahrhunderts als Soldatenwachhaus erwähnt und diente ab 1770 als Rathaus. 1837/38 erfolgte ein Umbau und eine Neufassadierung durch den Baumeister Jakob Griewieser nach Plänen von Valentin Radweger und Joseph Ringer. 1866 stellte Alois Heinzel die Rathausuhr wieder her. 1867 erfolgte die Übergabe des Rathausgebäudes an das k.k. Bezirksgericht.

## Beschreibung
Das repräsentative Eckhaus mit spätklassizistischer Fassade stammt aus der ersten Hälfte des 19. Jahrhunderts mit einem älteren Kern. Die Fassaden werden durch Kordon- und Kranzgesims horizontal gegliedert. Ionische Riesenpilaster flankieren die Fensterachsen im Obergeschoß. Zwischen den Fenstern ist ein römerzeitliches Rundmedaillon eines Grabbaus eingemauert. Im Medaillon aus der Mitte des zweiten Jahrhunderts ist eine Frau in einheimischer Tracht mit norischer Haube zu sehen. Darüber befindet sich ein Stuckrelief in einem verzierten, ovalen Rahmen mit der Darstellung der Justitia und dem Stadtwappen. Die Fenster im ersten Obergeschoß weisen profilierte Rahmungen, Dreiecksgiebelverdachungen und Münzschnittfriese in den Sturzfeldern auf. Die Fenster im zweiten Obergeschoß haben einfache Sohlbankgesimse auf Blattvolutenkonsolen.  Am Mittelrisalit ersetzen Fascien und ein Mäanderfries die Fensterverdachung. An der Straßenseite haben die Fenster alternierende Dreiecks- und Segmentgiebelverdachungen und weisen in den Sturzfeldern Münzschnitt bzw. Mäanderfries auf. Das Rundbogenportal besitzt schmiedeeiserne Läden.
Die unter Straßenniveau liegenden Erdgeschoßräume besitzen unregelmäßige Tonnengewölbe mit Stichkappen. Im platzseitigen Raum befindet sich ein flaches Kreuzgratgewölbe aus dem 16. Jahrhundert. Die Räume der Obergeschoße sind flachgedeckt. Nur der straßenseitige Raum im zweiten Obergeschoß ist mit einer preußischen Kappe ausgestattet.